# Международный день бездомных животных
Международный день бездомных животных (англ. International Homeless Animals Day) отмечается в третью субботу августа. 
Праздник учрежден в 1992 году по предложению Международного общества прав животных. Как Международный день бездомных животных был учрежден в 1992 году. В России эта дата отмечается начиная с 2000 года. В этот день в разных странах принято посещать приюты для бездомных животных с тем, чтобы оказать им посильную помощь или выбрать себе питомца. Кроме того, зоозащитники отмечают этот день различными акциями, цель которых не только пристроить бездомных животных к новых хозяевам, но и привлечь внимание всей общественности к данной весьма актуальной для любого общества проблеме.
В этот день проходят просветительские и благотворительные мероприятия. Волонтеры проводят концерты и аукционы, помогающие собрать средства на содержание бездомных животных. Также этот день — хороший шанс найти хозяина для беспризорного пса или кота. Одна из задач Дня бездомных животных — предотвратить пополнение рядов бездомных кошек и собак за счет неконтролируемого размножения домашних питомцев. Некоторые ветеринарные клиники в этот день бесплатно проводят стерилизацию кошек и собак. Приютов для животных в России, в том числе и в Саратове, катастрофически не хватает. Первый из известных в мире приютов для собак появился в Японии в 1695 году, а первый закон, направленный на защиту животных от жестокости, был принят в Великобритании в 1822 году.